# Li (李)
Li, of in Westen soms als Lie, Lee, Yi of Rhee getranslitereerd, is een van de meest voorkomende achternamen ter wereld. In Hongkong wordt deze familienaam, 李, geromaniseerd als Lee door HK-romanisatie en in het Standaardkantonees wordt het uitgesproken als de klank "Lee" in het Nederlandse woord "lenen".
- Koreaans: 이 of 리/Lee, Yi of Rhee
- Vietnamees: Lý/Lí

Li is een transliteratie van 李 (pinyin: Lǐ), een van de meest voorkomende achternamen in China, maar ook van minder bekende achternamen zoals Li (黎) (Lí); Li (理) en Li (里) (Lǐ); Li (郦), Li (栗), Li (厉), Li (力) en Li (利) (Lì). Letterlijk betekent 李 justitie of rechter. De naam 李 komt zowel in China als in Korea en Vietnam voor. In China woonden in 2006 96 miljoen mensen met deze achternaam. 

## Geschiedenis
Volgens de Yuanhe xingzuan (元和姓纂, de Verzameling van namen (uit de Yuanhe-periode), een Chinese encyclopedie over achternamen die stamt uit de Tang-tijd) gaat de achternaam Li terug tot keizer Zhuanzu. Hij was de eerste Li en leefde voor 2000 v.Chr.
Gedurende de Tang-dynastie droegen ongeveer 15 keizers deze naam. Li Yuan was de stichter van de Tangdynastie, die aan de macht was van 618 tot 906 n.Chr. 
Er bestaat een legende over de familie Li. Degenen die direct afstammen van keizer Zhuanzu zouden een genetische eigenschap hebben die in hun voeten zichtbaar is. De kleine teen zou in plaats van recht (zoals de andere tenen) een beetje naar binnen staan. Dit zou de "ware Li" onderscheiden van andere families met deze naam.

## Nederland
De Nederlandse Familienamenbank geeft de volgende statistieken weer:
| familienaam | aantal in 1947 | aantal in 2007 |
| ----------- | -------------- | -------------- |
| Li          | 20             | 1535           |
| Lie         | 35             | 655            |
| Lee         | 27             | 1519           |
| Ly          | 0              | 288            |
|             | totaal: 82     | totaal: 3997   |

Deze statistieken kunnen fouten bevatten, omdat er bij de telling niet rekening is gehouden met de Chinese schrijfwijze, waardoor het mogelijk is een andere familienaam dan 李 te betreffen.

## Bekende personen met de naam Li of Lee
- Ang Lee, Taiwanees filmregisseur
- Allan Li Fo Sjoe, Chinees-Surinaams politicus
- Bruce Lee, vechtsporter en acteur
- Jet Li, vechtsporter en acteur
- Lee Kuan Yew, premier van Singapore (1959-1990)
- Li Chao, een Chinese schaker
- Li Hongzhang, (1823-1901), generaal en minister
- Li Hongzhi, de spiritueel leider van de Falun Gong-beweging
- Li Jong-ok, een Noord-Koreaans staatsman
- Li Jun, filmregisseur
- Li Ka-Shing, zeer rijke zakenman uit Hongkong
- Li Na, Chinees tennisster
- Li Shilong, ook een Chinese schaker
- Li Yuan, stichter van de Tang-dynastie, beter bekend onder zijn postume naam Tang Gaozu
- Li Xuemei, een Chinese sprintster
- Li Zicheng, Chinese rebellenleider
- Li Zijun, Chinees kunstschaatsster
- Wencheng (Li Xueyan), Chinese prinses en echtgenote van de Tibetaanse koning Songtsen Gampo